# Podocarpus orarius
Podocarpus orarius är en barrträdart som beskrevs av Robert Reid Mill och M. Whiting. Podocarpus orarius ingår i släktet Podocarpus och familjen Podocarpaceae. Inga underarter finns listade i Catalogue of Life.